# NGC 408
NGC 408 — звезда в созвездии Рыбы, открыта 22 октября 1867 года шведским астрономом Германом Шульцем.
Этот объект входит в число перечисленных в оригинальной редакции «Нового общего каталога».

## Проблемы идентификации
Поскольку объекты каталога принято было идентифицировать с галактиками, вместо звезды объектом NGC 408 иногда ошибочно считают галактику PGC 4221.
Шульц поместил открытый объект с прямым восхожднием на 8 секунд, предшествующее NGC 410, что соответствует положению на 1,7 дуговых минут на запад. Однако, в этом месте находится звезда 14-15-й величины (положением 01 10 51.1 +33 09 05 (2000)). Это с большой вероятностью и был целевой объект Шульца. Далее, как оказалось, при составлении «Пересмотренного Нового общего каталога» в качестве NGC 408 была выбрана анонимная галактика, расположенная в 3' на юего-юго-запад. Поскольку Шульц поместил «свое открытие» прямо на запад от NGC 410, то проведенная идентификация в «Пересмотренном Новом общем каталоге» весьма сомнительна. Дороти Карлсон в своей статье 1939 года пришла к таким же выводам, хотя немецкий астроном Карл Рейнмут описал этот объект «туманный» 14-й звездной величины. И в конце концов, на страницах «Пересмотренного Нового общего каталога» было неверно интерпретировано описание NGC (запись «406 °F 8S» вместо «410 °F 8S»).